# Alternativer Investmentfonds
Alternativer Investmentfonds (AIF, englisch alternative investment fund) ist ein Investmentfonds, dessen Investmentvermögen oder Sondervermögen nicht aus Effekten besteht. Anteile an einem AIF sind seit dem 1. Juni 2012 im Sinne des Wertpapierhandelsgesetzes und des Kreditwesengesetzes Finanzinstrumente und damit dem grauen Kapitalmarkt entzogen worden.

## Allgemeines
Im Investment- oder Sondervermögen klassischer Investmentfonds befinden sich ganz oder überwiegend Effekten (Aktien, Anleihen oder fremde Investmentzertifikate). Um diese klassischen Investmentfonds von Fonds zu unterscheiden, deren Fondsvermögen nicht aus Effekten besteht, hat sich der Gesetzgeber entschieden, sie alternative Investmentfonds (AIF) zu nennen. Ein Anleger hat die Wahl, alternative Investments direkt zu erwerben oder von einer alternativen Investmentgesellschaft zu kaufen, die wiederum für ihr Investment- oder Sondervermögen eine Mischung verschiedener alternativer Investments zusammenstellt. Der Vorteil des alternativen Investmentfonds besteht vor allem in seiner Risikodiversifizierung.
Hedgefonds, Immobilienfonds, Private-Equity-Fonds oder Risikokapitalfonds wurden als potenzielle Risiken für das Finanzsystem identifiziert, so dass sich für dieses Marktsegment besonderer Regulierungsbedarf ergab. Alle EU-Mitgliedstaaten mussten die ab Mai 2011 rechtswirksamen EU-Richtlinien in nationales Recht umsetzen, die sich mit dieser Materie befassten. Da alternative Investmentfonds in der Regel kein wirtschaftliches Eigenleben haben, wurden die Fondsmanager dieser Fonds als zu regulierende Einheit identifiziert. Diese werden als Verwalter alternativer Investmentfonds (kurz AIFM, von englisch Alternative Investment Fund Manager) bezeichnet. Verwalter alternativer Investmentfonds sind juristische Personen, deren Aufgabe die Verwaltung von alternativen Investmentfonds ist.

## Rechtsfragen
Rechtsgrundlage für alternative Investmentfonds ist das Kapitalanlagegesetzbuch (KAGB), das jedoch nicht von Investmentfonds spricht, sondern in § 1 KAGB von Investment- oder Sondervermögen. Den Begriff des Investmentfonds benutzt es lediglich im Zusammenhang mit den alternativen Investmentfonds (AIF) und dem Bezeichnungsschutz. Bezeichnungen wie „Kapitalverwaltungsgesellschaft“, „Investmentvermögen“, „Investmentfonds“ oder „Investmentgesellschaft“ oder eine Bezeichnung, in der diese Begriffe enthalten sind, darf nach § 3 Abs. 1 KAGB in der Firma, als Zusatz zur Firma, zur Bezeichnung des Geschäftszwecks oder zu Werbezwecken nur von Verwaltungsgesellschaften im Sinne des KAGB geführt werden.
In § 1 Abs. 3 KAGB wird kurz definiert, dass alternative Investmentfonds (AIF) alle Investmentvermögen sind, die keine OGAW – also aus Effekten bestehendes Investmentvermögen – sind. In § 1 Abs. 4 und 5 KAGB ist schließlich geregelt, dass alternative Investmentfonds entweder offene Investmentfonds oder auch geschlossene Fonds sein dürfen. Alle geschlossenen Fonds sind stets AIF, offene Fonds nur, wenn sie keine OGAW sind. Investmentzertifikate so genannter Spezial-AIF dürfen gemäß § 1 Abs. 6 KAGB nicht von Privatanlegern erworben werden, alle übrigen Investmentvermögen sind Publikumsfonds („Publikums-AIF“). Maßgeblich für die Verwahrstellen der AIF ist die Richtlinie 2011/61/EU über die Verwalter alternativer Investmentfonds, die für jede AIF eine einzige Verwahrstelle vorsieht (Art. 21 Abs. 1 der Richtlinie). Die Verwahrstelle stellt nach Art. 27 Abs. 7 der Richtlinie sicher, dass die Cashflows der AIF ordnungsgemäß überwacht werden und gewährleistet insbesondere, dass sämtliche Zahlungen von Anlegern bei der Zeichnung von Anteilen eines AIF geleistet wurden und dass die gesamten Geldmittel des AIF auf einem Geldkonto verbucht wurden, das für Rechnung des AIF oder im Namen der Verwahrstelle, die für Rechnung des AIF tätig ist, besteht.
Die AIF bedürfen einer besonderen Erlaubnis durch die BaFin gemäß § 22 KAGB, sie unterliegen einer besonderen Meldepflicht nach § 35 KAGB. Für jedes Sondervermögen ist gemäß § 80 KAGB eine Verwahrstelle zu beauftragen. Offene Publikums-AIF müssen gemäß § 214 KAGB nach dem Grundsatz der Risikomischung angelegt sein.
Das Investmentsteuergesetz (InvStG) gilt nach § 1 Abs. 2 Nr. 3 InvStG auch für alternative Investmentfonds.

## Wirtschaftliche Aspekte
Zu den AIF gehören Filmfonds, Garantiefonds, Geldmarktfonds, Hedgefonds, Immobilienfonds und offene Immobilienfonds, Immobilien-Spezialfonds, synthetisch replizierende Indexfonds, Infrastrukturfonds, Medienfonds, Mischfonds, Private-Equity-Fonds, Schiffsfonds, Spezialfonds oder Waldfonds. Ihre Bezeichnung legt jeweils offen, aus welchen Finanzinstrumenten oder Spezialfinanzierungen sich das Fondsvermögen hauptsächlich zusammensetzt. So finanzieren beispielsweise Filmfonds Film- und Fernsehproduktionen, Schiffsfonds betreiben Schiffsfinanzierung.
Investment- oder Sondervermögen des alternativen Investmentfonds sind kongruent refinanziert durch die ausgegebenen Investmentzertifikate. Das Portfoliomanagement über Investment- oder Sondervermögen üben die Fondsmanager aus. Sie nehmen die Aufgaben der Marktbeobachtung insbesondere der Finanzmärkte, Marktanalyse und Anlageallokation wahr, die anhand einer Benchmark zum Kauf, Verkauf oder Halten einzelner Finanzinstrumente führt. Bei der Anlageallokation ist darauf zu achten, dass eine gute Risikodiversifizierung mit vertretbarer Risikomischung durch hohe Granularität bei vertretbarem Klumpenrisiko vorhanden ist. Sie beachten die vorhandene Anlagestrategie, analysieren den Leverage-Effekt des Investmentvermögens und das Ausmaß, bis zu dem dieses Leverage abgesichert ist (§ 29 Abs. 4 KAGB). Die Fondsmanager sind verpflichtet, die gesamte Performance zu überwachen, um eine nachhaltige Wertentwicklung des Investmentvermögens sicherzustellen.